# Comuna Velîkoțk, Milove
Velîkoțk (în ucraineană Великоцьк) este o comună în raionul Milove, regiunea Luhansk, Ucraina, formată din satele Cervona Zirka, Iarske, Iasnoprominske, Juravske, Krînîcine și Velîkoțk (reședința).

## Demografie
Componența lingvistică a comunei Velîkoțk
     Ucraineană (85,08%)
     Rusă (11,45%)
     Alte limbi (0,25%)
Conform recensământului din 2001, majoritatea populației comunei Velîkoțk era vorbitoare de ucraineană (85,08%), existând în minoritate și vorbitori de rusă (11,45%).